# Atletica leggera ai Giochi della XXXI Olimpiade - 200 metri piani femminili

Video ufficiale della Finale

I 200 metri piani hanno fatto parte del programma femminile di atletica leggera ai Giochi della XXXI Olimpiade. La competizione si è svolta nei giorni dal 15 al 17 agosto allo Stadio Nilton Santos di Rio de Janeiro.

## Presenze ed assenze delle campionesse in carica
Per i campionati europei si considera l'edizione del 2014.
| Competizione         | Atleta              | Prestazione | Rio 2016     |
| -------------------- | ------------------- | ----------- | ------------ |
| Olimpiadi 2012       | Allyson Felix       | 21”88       | 4ª ai Trials |
| Commonwealth 2014    | Blessing Okagbare   | 22”25       | Presente     |
| Europei 2014         | Dafne Schippers     | 22”03       | Presente     |
| Asiatici 2014        | Olga Safronova      | 23”02       | Presente     |
| Panamericani 2015    | Kaylin Whitney      | 22”65       | Non qual.    |
| Africani 2015        | Marie-Josée Ta Lou  | 22”57       | Presente     |
| Mondiali 2015        | Dafne Schippers     | 21”63       | Presente     |
|                      |                     |             |              |
| Mondiali junior 2012 | Anthonique Strachan | 22”53       | Presente     |

## La gara
L'anno precedente l'olandese Dafne Schippers ha vinto i Mondiali con un notevole 21”63, facendo meglio delle tedesche dell'Est degli anni ottanta. Ai Giochi c'è grande attesa su di lei. 

La campionessa olimpica in carica, Allyson Felix, non si è qualificata ai Trials arrivando quarta. Gareggia solo sui 400 metri.

Tutte le migliori passano il primo turno. Le batterie hanno però una vittima illustre: Veronica Campbell, che è salita sul podio nelle ultime quattro edizioni dei Giochi. La trentaquattrenne giamaicana esce al primo turno pur correndo in 22”97.

In semifinale Dafne Schippers batte la fresca campionessa dei 100 metri, Elaine Thompson (21”96 contro 22”13). Ma in finale la giamaicana corre i primi 100 metri con grande scioltezza e si presenta sul rettifilo finale davanti a tutte: la Schippers è dietro di 3 metri. Nei secondi 100 metri l'olandese avvia la rimonta, ma non basta: al traguardo la Thompson è ancora avanti di un metro.

Staccata di oltre tre decimi dalla Thompson si classifica terza la statunitense Tori Bowie. L'ivoriana Marie-Josée Ta Lou è quarta con il nuovo record nazionale.
Elaine Thompson è la sesta donna a realizzare la doppietta olimpica 100-200 metri.

## Risultati

### Batterie
Qualificazione: I primi due di ogni batteria (Q) e i 6 successivi migliori tempi (q).

#### Batteria 1
| Posizione | Corsia | Nome                | Nazionalità       | Tempo | Note                                     |
| --------- | ------ | ------------------- | ----------------- | ----- | ---------------------------------------- |
| 1         | 4      | Dafne Schippers     | Paesi Bassi       | 22"51 | Q                                        |
| 2         | 7      | Nataliya Pohrebnyak | Ucraina           | 22"64 | Q                                        |
| 3         | 6      | Crystal Emmanuel    | Canada            | 22"80 | q                                        |
| 4         | 5      | Anna Kiełbasińska   | Polonia           | 22"95 | Miglior prestazione personale stagionale |
| 5         | 2      | Reyare Thomas       | Trinidad e Tobago | 22"97 |                                          |
| 6         | 1      | Maja Mihalinec      | Slovenia          | 23"38 |                                          |
| 7         | 3      | Olivia Borlée       | Belgio            | 23"53 |                                          |
| 8         | 8      | Afa Ismail          | Maldive           | 24"96 | Record nazionale                         |

#### Batteria 2
| Posizione | Corsia | Nome               | Nazionalità     | Tempo | Note                          |
| --------- | ------ | ------------------ | --------------- | ----- | ----------------------------- |
| 1         | 1      | Jenna Prandini     | Stati Uniti     | 22"62 | Q                             |
| 2         | 7      | Lisa Mayer         | Germania        | 22"86 | Q                             |
| 3         | 6      | Tynia Gaither      | Bahamas         | 22"90 | q                             |
| 4         | 5      | Ángela Tenorio     | Ecuador         | 22"94 | q                             |
| 5         | 3      | Celiangeli Morales | Porto Rico      | 23"00 | Miglior prestazione personale |
| 6         | 2      | Gloria Hooper      | Italia          | 23"05 |                               |
| 7         | 8      | Mariely Sánchez    | Rep. Dominicana | 23"39 |                               |
| 8         | 4      | Cynthia Bolingo    | Belgio          | 23"98 |                               |

#### Batteria 3
| Posizione | Corsia | Nome              | Nazionalità       | Tempo | Note |
| --------- | ------ | ----------------- | ----------------- | ----- | ---- |
| 1         | 3      | Michelle-Lee Ahye | Trinidad e Tobago | 22"50 | Q    |
| 2         | 5      | Simone Facey      | Giamaica          | 22"78 | Q    |
| 3         | 8      | Kauiza Venancio   | Brasile           | 23"06 |      |
| 4         | 4      | Alyssa Conley     | Sudafrica         | 23"17 |      |
| 5         | 1      | Isidora Jiménez   | Cile              | 23"29 |      |
| 6         | 2      | Estela García     | Spagna            | 23"43 |      |
| 7         | 7      | Nataliya Strohova | Ucraina           | 23"69 |      |
| 8         | 6      | Yelena Ryabova    | Turkmenistan      | 25"45 |      |

#### Batteria 4
| Posizione | Corsia | Nome               | Nazionalità    | Tempo | Note                          |
| --------- | ------ | ------------------ | -------------- | ----- | ----------------------------- |
| 1         | 7      | Marie-Josée Ta Lou | Costa d'Avorio | 22"31 | Q                             |
| 2         | 4      | Elaine Thompson    | Giamaica       | 22"63 | Q                             |
| 3         | 3      | Gina Lückenkemper  | Germania       | 22"80 | q                             |
| 4         | 2      | Maria Belimpasaki  | Grecia         | 23"19 |                               |
| 5         | 6      | Justine Palframan  | Sudafrica      | 23"33 |                               |
| 6         | 1      | Janet Amponsah     | Ghana          | 23"67 |                               |
| 7         | 8      | Diana Khubeseryan  | Armenia        | 25"16 |                               |
| 8         | 5      | Margret Hassan     | Sudan del Sud  | 26"99 | Miglior prestazione personale |

#### Batteria 5
| Posizione | Corsia | Nome                | Nazionalità | Tempo | Note                                     |
| --------- | ------ | ------------------- | ----------- | ----- | ---------------------------------------- |
| 1         | 4      | Blessing Okagbare   | Nigeria     | 22"71 | Q                                        |
| 2         | 7      | Dina Asher-Smith    | Regno Unito | 22"77 | Q                                        |
| 3         | 1      | Anthonique Strachan | Bahamas     | 22"96 | Miglior prestazione personale stagionale |
| 4         | 8      | Tessa van Schagen   | Paesi Bassi | 23"41 |                                          |
| 5         | 2      | Gina Bass           | Gambia      | 23"43 |                                          |
| 6         | 6      | Srabani Nanda       | India       | 23"58 |                                          |
| 7         | 5      | Aurelie Alcindor    | Mauritius   | 24"55 |                                          |
| 8         | 3      | Gayane Chiloyan     | Armenia     | 25"03 |                                          |

#### Batteria 6
| Posizione | Corsia | Nome                | Nazionalità | Tempo | Note                          |
| --------- | ------ | ------------------- | ----------- | ----- | ----------------------------- |
| 1         | 7      | Deajah Stevens      | Stati Uniti | 22"45 | Q                             |
| 2         | 4      | Nercely Soto        | Venezuela   | 22"89 | Q                             |
| 3         | 2      | Jamile Samuel       | Paesi Bassi | 23"04 |                               |
| 4         | 5      | Ramona Papaioannou  | Cipro       | 23"10 | Miglior prestazione personale |
| 5         | 1      | Yelyzaveta Bryzhina | Ucraina     | 23"28 |                               |
| 6         | 8      | Nigina Sharipova    | Uzbekistan  | 23"33 |                               |
| 7         | 6      | Viktoriya Zyabkina  | Kazakistan  | 23"34 |                               |
| 8         | 3      | Najima Parveen      | Pakistan    | 26"11 |                               |

#### Batteria 7
| Posizione | Corsia | Nome                   | Nazionalità             | Tempo | Note                                     |
| --------- | ------ | ---------------------- | ----------------------- | ----- | ---------------------------------------- |
| 1         | 6      | Ivet Lalova-Collio     | Bulgaria                | 22"61 | Q                                        |
| 2         | 3      | Ella Nelson            | Australia               | 22"66 | Q                                        |
| 3         | 4      | Jodie Williams         | Regno Unito             | 22"69 | q                                        |
| 4         | 1      | Lorène Bazolo          | Portogallo              | 23"01 | Miglior prestazione personale            |
| 5         | 8      | Chisato Fukushima      | Giappone                | 23"21 |                                          |
| 6         | 5      | LaVerne Jones-Ferrette | Isole Vergini Americane | 23"35 |                                          |
| 7         | 2      | Vitória Cristina Rosa  | Brasile                 | 23"35 | Miglior prestazione personale stagionale |
| 8         | 7      | Sheniqua Ferguson      | Bahamas                 | 23"62 |                                          |

#### Batteria 8
| Posizione | Corsia | Nome                 | Nazionalità    | Tempo | Note                          |
| --------- | ------ | -------------------- | -------------- | ----- | ----------------------------- |
| 1         | 8      | Tori Bowie           | Stati Uniti    | 22"47 | Q                             |
| 2         | 6      | Murielle Ahouré      | Costa d'Avorio | 22"52 | Q                             |
| 3         | 3      | Mujinga Kambundji    | Svizzera       | 22"78 | q                             |
| 4         | 1      | Nadine Gonska        | Germania       | 23"03 |                               |
| 5         | 5      | Eleni Artymata       | Cipro          | 23"27 |                               |
| 6         | 2      | Arialis Gandulla     | Cuba           | 23"41 |                               |
| 7         | 7      | Brenessa Thompson    | Guyana         | 23"65 |                               |
| 8         | 4      | Maizurah Abdul Rahim | Brunei         | 28"02 | Miglior prestazione personale |

#### Batteria 9
| Posizione | Corsia | Nome                    | Nazionalità               | Tempo | Note |
| --------- | ------ | ----------------------- | ------------------------- | ----- | ---- |
| 1         | 3      | Edidiong Odiong         | Bahrein                   | 22"74 | Q    |
| 2         | 1      | Semoy Hackett           | Trinidad e Tobago         | 22"78 | Q    |
| 3         | 6      | Veronica Campbell-Brown | Giamaica                  | 22"97 |      |
| 4         | 8      | Olga Safronova          | Kazakistan                | 23"29 |      |
| 5         | 7      | Ashley Kelly            | Isole Vergini Britanniche | 23"61 |      |
| 6         | 4      | Tameka Williams         | Saint Kitts e Nevis       | 23"61 |      |
| 7         | 2      | Sabina Veit             | Slovenia                  | 23"75 |      |
| 8         | 5      | Kristina Pronzhenko     | Tagikistan                | 25"53 |      |

### Semifinali
Qualificazione: i primi due di ogni semifinale (Q) e i 2 seguenti migliori tempi (q).

#### Semifinale 1
| Posizione | Corsia | Nome              | Nazionalità | Tempo | Note |
| --------- | ------ | ----------------- | ----------- | ----- | ---- |
| 1         | 3      | Dafne Schippers   | Paesi Bassi | 21"96 | Q    |
| 2         | 4      | Elaine Thompson   | Giamaica    | 22"13 | Q    |
| 3         | 5      | Deajah Stevens    | Stati Uniti | 22"38 | q    |
| 4         | 7      | Dina Asher-Smith  | Regno Unito | 22"49 | q    |
| 5         | 6      | Blessing Okagbare | Nigeria     | 22"69 |      |
| 6         | 2      | Mujinga Kambundji | Svizzera    | 22"83 |      |
| 7         | 8      | Lisa Mayer        | Germania    | 22"90 |      |
| 8         | 1      | Tynia Gaither     | Bahamas     | 23"45 |      |

#### Semifinale 2
| Posizione | Corsia | Nome                | Nazionalità       | Tempo | Note                          |
| --------- | ------ | ------------------- | ----------------- | ----- | ----------------------------- |
| 1         | 3      | Marie-Josée Ta Lou  | Costa d'Avorio    | 22"28 | Q                             |
| 2         | 4      | Ivet Lalova-Collio  | Bulgaria          | 22"42 | Q                             |
| 3         | 7      | Ella Nelson         | Australia         | 22"50 | Miglior prestazione personale |
| 4         | 6      | Jenna Prandini      | Stati Uniti       | 22"55 |                               |
| 5         | 5      | Nataliya Pohrebnyak | Ucraina           | 22"81 |                               |
| 6         | 8      | Semoy Hackett       | Trinidad e Tobago | 22"94 |                               |
| 7         | 2      | Ángela Tenorio      | Ecuador           | 22"99 |                               |
| 8         | 1      | Jodie Williams      | Regno Unito       | 22"99 |                               |

#### Semifinale 3
| Posizione | Corsia | Nome              | Nazionalità       | Tempo | Note                                     |
| --------- | ------ | ----------------- | ----------------- | ----- | ---------------------------------------- |
| 1         | 4      | Tori Bowie        | Stati Uniti       | 22"13 | Q                                        |
| 2         | 6      | Michelle-Lee Ahye | Trinidad e Tobago | 22"25 | Q                                        |
| 3         | 8      | Simone Facey      | Giamaica          | 22"57 | Miglior prestazione personale stagionale |
| 4         | 5      | Murielle Ahouré   | Costa d'Avorio    | 22"59 |                                          |
| 5         | 2      | Gina Lückenkemper | Germania          | 22"73 |                                          |
| 6         | 3      | Edidiong Odiong   | Bahrein           | 22"84 |                                          |
| 7         | 7      | Nercely Soto      | Venezuela         | 22"88 | Miglior prestazione personale stagionale |
| 8         | 1      | Crystal Emmanuel  | Canada            | 23"05 |                                          |

### Finale
| Record mondiale e olimpico | Florence Griffith | 21"34 | Seul | 29 settembre 1988 |
| Capolista stagionale       | Dafne Schippers   | 21"93 | Oslo | 9 giugno 2016     |

Mercoledì 17 agosto, ore 22:30. Vento: -0,1 m/s.
| Pos.    | Corsia | Atleta             | Età | Nazione           | Tempo | Note                                     |
| ------- | ------ | ------------------ | --- | ----------------- | ----- | ---------------------------------------- |
| Oro     | 6      | Elaine Thompson    | 24  | Giamaica          | 21"78 | Miglior prestazione personale stagionale |
| Argento | 4      | Dafne Schippers    | 24  | Paesi Bassi       | 21"88 | Miglior prestazione personale stagionale |
| Bronzo  | 5      | Tori Bowie         | 26  | Stati Uniti       | 22"15 |                                          |
| 4       | 3      | Marie-Josée Ta Lou | 28  | Costa d'Avorio    | 22"21 | Record nazionale                         |
| 5       | 2      | Dina Asher-Smith   | 21  | Gran Bretagna     | 22"31 | Miglior prestazione personale stagionale |
| 6       | 6      | Michelle-Lee Ahye  | 24  | Trinidad e Tobago | 22"34 |                                          |
| 7       | 1      | Deajah Stevens     | 21  | Stati Uniti       | 22"65 |                                          |
| 8       | 7      | Ivet Lalova-Collio | 32  | Bulgaria          | 22"69 |                                          |